# موريس وليامز
موريس وليامز (بالإنجليزية: Maurice Williams)‏ هو سياسي أسترالي، ولد في 26 يونيو 1926 في أستراليا، وتوفي في 3 يوليو 2004 في فريمانتل في أستراليا. حزبياً، نشط في حزب أستراليا الليبرالي (شعبة أستراليا الغربية). وقد انتخب عضو الجمعية التشريعية لأستراليا الغربية.